# Protictitherium
Protictitherium «primera bestia mordedora» es un género extinto de hiena que vivió durante el Mioceno medio y tardío a lo largo de Europa y Asia. Se considera la primera hiena, al contar con los fósiles más antiguos de la familia Hyaenidae.

## Descripción
Protictitherium era similar a las civetas tanto en tamaño, rondando los 50cm de altura en el hombro; como en peso, con estimaciones de entre 4 y 8kg de peso, dependiendo de la especie. Poseían garras semirretráctiles por lo que se deduce que podían trepar a los árboles, quizá para evitar a depredadores mayores. Si bien poseían grandes molares y premolares, no poseían una mordida especialmente poderosa.

## Especies
Se aceptan tres especies de Protictitherium. Algunos autores sugieren que varias especies del género Tungurictis deberían incluírse en Protictitherium.

### Protictitherium crassum
La especie tipo y más grande, sus primeros restos fósiles fueron descritos en 1892 por Charles Depéret perteneciendo al género Herpestes (Herpestes crassus) y no sería hasta 1938 que Kretzoi los entendería como un nuevo género, Protictitherium. Análisis locomotivo de P. crassum sugiere que, con base en las proporciones de su fémur, húmero, pelvis y escápulas, no estaba adaptado a una vida arbórea sino a una locomoción terrestre o cursorial en ambientes boscosos pero un tanto abiertos.  Esta especie existió entre hace 17 y 5 millones de años en Europa y Asia. Pese a haber existido durante tanto tiempo se muestra ligeramente cambiado, especímenes separados considerablemente en el tiempo presentan ligeras diferencias en las proporciones del primer molar.
Se le han sinonimado otras cinco especies del género: P. aegeum, P. csakvarense P. gaillardi, P. llopisi, P. thesalonikensis y P. sumegense. Su nombre específico, crassum, significa grueso o robusto en latín.

### Protictitherium cingulatum
Descrito originalmente en 1976 por Schmidt-Kittler, se trata de una de las especies más pequeñas del género. P. cingulatum posee rasgos más primitivos en su mandíbula, como un protocónido alto en relación con el paracónido del primer molar.  Su holotipo se encontró en el yacimiento de Yeni Eskihisar, del Mioceno tardío de Turquía, donde coexistió con P. crassum durante un millón de años, implicando una partición de nichos donde P. cingulatum optaba por una vida arbórea. Su nombre específico, cingulatum, significa cingulado en latín, en referencia a sus cíngulos dentales más desarrollados.

### Protictitherium intermedium
La segunda especie nombrada por Schmidt-Kittler en 1976, se le conoce de la localidades de Çandir y Paçalar del Mioceno medio de Turquía. Posee las características mandibulares típicas Protictitherium y se caracteriza por un mayor desarrollo del talónido en el primer molar y un segundo molar mayor. Parece representar la condición ancestral del género, por lo que generalmente se entiendie que pudo haber sido el ancestro común, de donde recibe su nombre específico intermedium, intermedio en latín.